# Tetraolytta
Tetraolytta là một chi bọ cánh cứng trong họ Meloidae.
Chi này được miêu tả khoa học năm 1919 bởi Pic.

## Các loài
Chi này gồm các loài:
- Tetraolytta gerardi (Pic, 1919)